# 카샤파 4세
카샤파 4세(Kashyapa IV, 870년 ~ 929년)는 10세기 시대 아누라다푸라 왕국의 람바카나 제2왕조 제16대 군주였다.

## 같이 보기
- 스리랑카의 역사